# 蝟菊
蝟菊（学名：Olgaea lomonossowii）为菊科蝟菊属的植物。分布在蒙古以及中国大陆的吉林、甘肃、山西、河北、内蒙古、宁夏等地，生长于海拔850米至2,300米的地区，多生于山坡、沙窝、山谷或槽地，目前尚未由人工引种栽培。